# Rafael Yuste
Rafael Yuste   (Madrid, 25 d'abril de 1963) és un neurobiòleg espanyol i ideòleg del projecte BRAIN. És professor de ciències biològiques a la Universitat de Colúmbia i el seu treball s'ha centrat a desxifrar com funciona la consciència i la memòria, arribant a alterar experimentalment records en animals de laboratori.

## Biografia
Als catorze anys el seu pare li va regalar el llibre de Santiago Ramón y Cajal Los tónicos de la voluntad. Reglas y consejos sobre investigación científica. Va estudiar medicina a la Universitat Autònoma de Madrid (1982-1987) després de realitzar el Batxillerat a l'Institut Ramiro de Maeztu de Madrid. Al laboratori de biologia molecular del premi Nobel sud-africà Sydney Brenner a Cambridge (1985-1986) va sentir la vocació per la neurobiologia. A finals dels anys 1980, va viatjar als Estats Units d'Amèrica on es va doctorar a la Universitat Rockefeller amb una tesi dirigida pel premi Nobel Torsten Wiesel. En el temps que hi va ser (1987-1992), va crear i desenvolupar la tècnica del calcium imaging per a mesurar l'activitat neuronal basant-se en el fet que, quan un senyal elèctric despolaritza una neurona, els canals de calci són activats, permetent així que els ions de Ca2+ entrin a la cèl·lula. Si es tenyeix una àrea del cervell amb un colorant sensible al calci, es pot detectar quan una neurona està activa mitjançant microscòpia. Per això va haver d'estudiar computació biològica als laboratoris d'ATT/Bell sota la supervisió de David Tank (1992-1996). La tècnica, exposada a la seva tesi doctoral dirigida per Wiesel i Lawrence Katz, Optical studies of calcium dynamics in developing neocortical neurons, es va convertir en un dels pilars de la neurobiologia.
Al setembre de 2011, quan una cinquantena de neurobiòlegs i nanofísics es van reunir a la ciutat anglesa de Buckinghamshire per a discutir projectes conjunts, Rafael Yuste, ja catedràtic de ciències biològiques i neurociència i investigador des del 2005 de la Universitat de Colúmbia, va proposar registrar l'activitat de circuits neuronals sencers a escales de mil·lisegons, i eventualment de cervells complets en tres dimensions. La idea va rebre el suport i la col·laboració del genetista George Church i de Miyoung Chun, i la tècnica es va anar refinant per a guanyar precisió, resolució i amplitud. Actualment, el projecte Brain Research through Advancing Innovative Neurotechnologies (o BRAIN Initiative) pretén a llarg termini desenvolupar els mètodes òptics i elèctrics que permetin mapar i manipular l'activitat de totes i cadascuna de les neurones del cervell. Es començaria amb animals petits, com el cuc Caenorhabditis elegans, la mosca Drosophila, el peix zebra i alguns circuits particulars del cervell del ratolí (retina, bulb olfactori i àrees corticals específiques). Actualment és editor en cap de Frontiers in Neural Circuits i codirigeix l'Institut Kavli d'investigacions neurològiques de la Universitat de Colúmbia des del 2004 i treballa en el projecte de cartografiar el cervell humà. El setembre del 2013 va rebre una beca de 2 milions d'euros de l'Institut Nacional de Salut dels Estats Units per al desenvolupament del projecte BRAIN, convertint-se en la gran aposta científica de l'administració de Barack Obama.
L'objectiu principal present al laboratori dirigit per Yuste és desxifrar el codi neuronal, és a dir, la relació entre l'activitat de les neurones i el comportament o estats mentals, mitjançant la comprensió de la funció dels circuits neuronals.

### Neurodrets
En funció de les inquietuds internacionals procedents des de l'acadèmia a causa de l'avenç científic de la neurotecnologia, Yuste juntament amb el senador xilè Guido Girardi en conjunt amb altres especialistes van presentar el 7 d'octubre de 2020 dos projectes de llei que busquen establir i protegir els «neurodrets» —el primer és una reforma constitucional que busca integrar la privadesa mental com una garantia estatal, i el segon busca definir i protegir la integritat física i psicològica dels individus. El projecte ha estat acollit positivament per institucions i països estrangers com l'Organització de les Nacions Unides i l'Organització per a la Cooperació i el Desenvolupament Econòmic.